# Marco Galiazzo
Marco Galiazzo, né le 7 mai 1983 à Padoue, en Vénétie, est un athlète italien, spécialiste du tir à l'arc, champion olympique et médaillé européen.

## Biographie
Marco Galiazzo a participé aux Jeux olympiques d'Athènes en 2004. Dans le concours individuel, il a gagné ses trois premiers matchs éliminatoires, se qualifiant ainsi pour les quarts de finale. À ce stade de la compétition, il a rencontré l'Américain Vic Wunderle et a gagné 109-108. Il rencontre en demi-finales Laurence Godfrey, de Grande-Bretagne, qu'il a battu 110-108. En finale, pour la médaille d'or olympique, il joua contre le Japonais Hiroshi Yamamoto. Il a gagné ce match par 111 à 109, et a reçu la médaille d'or.
Il a aussi terminé au 8e rang du concours par équipe avec l'Italie.

## Palmarès
- Jeux olympiques
  -  Médaille d'or Jeux olympiques d'été de 2004 à Athènes
  -  Médaille d'argent par équipe Jeux olympiques d'été de 2008 à Pékin
  -  Médaille d'or par équipe aux Jeux olympiques d'été de 2012 à Londres

- Jeux européens
  -  Médaille de bronze à l'épreuve par équipe homme aux Jeux européens de 2019 à Minsk.